# 冬フェス
「冬フェス」は、東京都港区台場のフジテレビジョンで開催される年末年始恒例のフジテレビ主催の参加型イベント。

## イメージキャラクター
- 森高千里・渡部建（アンジャッシュ）（2015年）

## テーマソング
- アイドリング!!!「寒い夜だから…」（2013年）
- EXILE「Ki・mi・ni・mu・chu」（2015年）